# Jan Berglin

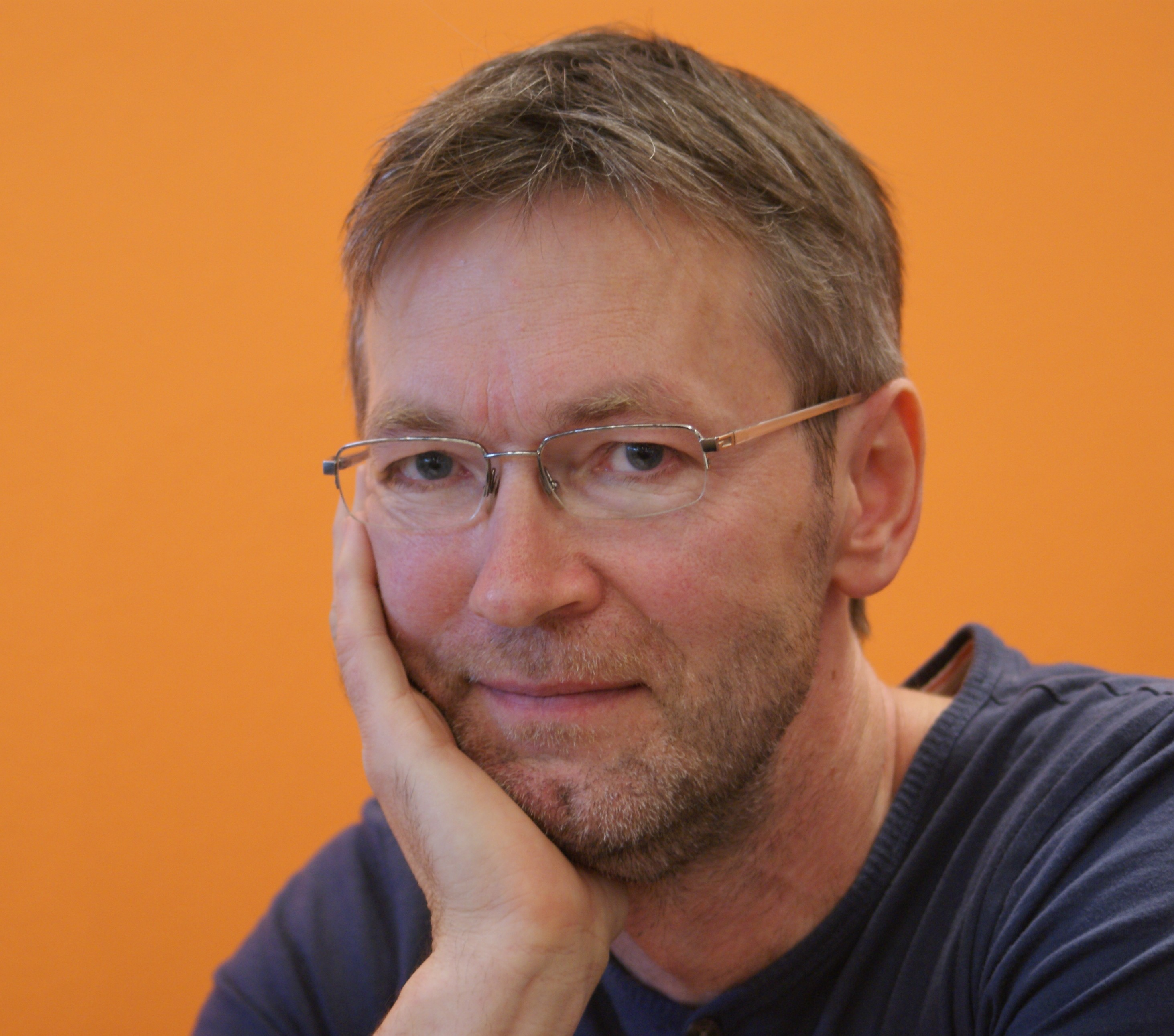
Jan Berglin, 2011

Jan Berglin (Aussprache [ˌ ʝɑːn bæɹʝˈliːn], * 24. März 1960) ist ein schwedischer Comic-Strip-Zeichner, Autor und Lehrer.
Seine Comics wurden zunächst in der Studentenzeitschrift ERGO der Uppsalaer Studentenschaften veröffentlicht. Seit mehreren Jahren erscheinen sie auch im Svenska Dagbladet, einer der zwei großen überregionalen Tageszeitungen Schwedens, und in anderen Zeitschriften. Seine Figuren sind durch übergroße Nasen gekennzeichnet und die Comics enthalten relativ lange Texte. Seine Themen findet Berglin in den ewigen Beziehungskisten, in der Tücke des Objekts und in der Geißelung des Zeitgeists. Berglin hat bereits mehrere Auszeichnungen erhalten.
Das Stockholmer Kulturhaus zeigte im Sommer 2004 mehrere Monate lang eine Ausstellung seiner Cartoons und Comics.
Berglin ist auch in Teilzeit als Lehrer tätig.